# Студено (Постойна)
Студено (словен. Studeno) — поселення в общині Постойна, Регіон Нотрансько-крашка, Словенія. Висота над рівнем моря: 579,5 м.